# Palmital (Paraná)
Palmital est une municipalité brésilienne située dans l'État du Paraná.